# Pisces, Aquarius, Capricorn & Jones Ltd.
Pisces, Aquarius, Capricorn & Jones Ltd. — четвёртый студийный альбом американской виртуальной поп-рок-группы The Monkees. Это один из ранних альбомов, в записи которого использовали синтезатор Муга — личный инструмент Микки Доленца, выпущенный в составе первой партии из 20 экземпляров. Название альбома отображает знаки зодиака участников квартета: рыбы (англ. Pisces) Микки Доленца, водолей (англ. Aquarius) Питера Торка и козерог (англ. Capricorn) Майкла Несмита и Дэви Джонса.
Альбом получил высокие отзывы критиков, обозреватель Record Collector назвал его «псих-поп-триумфом», а саму группу достойным конкурентом The Beatles. BrooklynVegan присудил пластинке 20 место в рейтинге 50 лучших психоделических рок-альбомов Лета любви. Pisces, Aquarius, Capricorn & Jones Ltd. был продан в США тиражом свыше двух миллионов экземпляров, за что RIAA присвоила ему дважды платиновый статус. Также это четвёртый альбом группы, занявший за 1967 год высшую строчку в Billboard 200.

## Список композиций
| №  | Название                | Автор(ы)                 | Вокал                      | Длительность |
| -- | ----------------------- | ------------------------ | -------------------------- | ------------ |
| 1. | «Salesman»              | Крейг Смит               | Майкл Несмит               | 2:37         |
| 2. | «She Hangs Out»         | Джефф Барри              | Дэви Джонс                 | 2:57         |
| 3. | «The Door into Summer»  | Чип Дуглас, Билл Мартин  | Майкл Несмит, Микки Доленц | 2:49         |
| 4. | «Love Is Only Sleeping» | Барри Манн, Синтия Вайль | Майкл Несмит               | 2:31         |
| 5. | «Cuddly Toy»            | Гарри Нилсон             | Дэви Джонс                 | 2:38         |
| 6. | «Words»                 | Томми Бойс, Бобби Харт   | Микки Доленц, Питер Торк   | 2:52         |

| №                   | Название                                   | Автор(ы)                                       | Вокал               | Длительность |
| ------------------- | ------------------------------------------ | ---------------------------------------------- | ------------------- | ------------ |
| 8.                  | «Hard to Believe»                          | Дэви Джонс, Ким Капли, Эдди Брик, Чарли Рокетт | Дэви Джонс          | 2:37         |
| 9.                  | «What Am I Doing Hangin' 'Round?»          | Майкл Мартин Мёрфи, Оуэн Каслман               | Майкл Несмит        | 3:09         |
| 10.                 | «Peter Percival Patterson's Pet Pig Porky» | Питер Торк                                     | Питер Торк          | 0:27         |
| 11.                 | «Pleasant Valley Sunday»                   | Джерри Гоффин, Кэрол Кинг                      | Микки Доленц        | 3:15         |
| 12.                 | «Daily Nightly»                            | Майкл Несмит                                   | Микки Доленц        | 2:33         |
| 13.                 | «Don't Call on Me»                         | Майкл Несмит, Джон Лондон                      | Майкл Несмит        | 2:51         |
| 14.                 | «Star Collector»                           | Джерри Гоффин, Кэрол Кинг                      | Дэви Джонс          | 4:28         |
| Общая длительность: | Общая длительность:                        | Общая длительность:                            | Общая длительность: | 35:44        |

## Позиции в чартах
| Страна         | Организация              | Позиция |
| -------------- | ------------------------ | ------- |
| Германия       | GfK Entertainment Charts | 18      |
| Великобритания | Official Charts Company  | 5       |
| США            | Billboard                | 1       |
| Канада         | Canadian Hot 100         | 2       |
| Норвегия       | VG-lista                 | 4       |
| Франция        | SNEP                     | 3       |
| Япония         | Oricon                   | 2       |